# 彭新智
彭新智（1972年2月4日—），廣東清遠連州人，中國男演員、主持人及企業管理人員。畢業於華南理工大學後，曾從事廣告模特工作，隨後進入主持及影視領域發展。2000年起參演粵語長壽劇《外來媳婦本地郎》，飾演「康祈耀」一角，為其代表作品之一。此外，曾主持多檔綜藝節目，亦擔任某教育集團素質教育事業部總經理。

## 經歷
彭新智1972年2月4日出生於廣東省清遠市連州市，早年就讀於華南理工大學，主修工程類專業。畢業後，他曾從事廣告模特工作，參與多個商品與品牌廣告拍攝。憑藉外形與語言表達能力，他逐漸進入主持領域，先後擔任《世相夜總會》《真可思議》《華語音樂製造》等電視節目主持人，並於廣東地區的綜藝平台累積一定知名度。
2000年，彭新智加入粵語情景劇《外來媳婦本地郎》，飾演康家三子「康祈耀」，此角色性格正直、溫和且富責任感，深受觀眾喜愛，並成為該劇的核心人物之一。該劇播出二十餘年，累計超過四千集，彭新智亦因此角色長期活躍於廣東粵語電視圈。
除演員與主持工作外，彭新智亦參與企業管理，曾任職雅居樂教育集團素質教育事業部總經理，涉足教育與青少年培訓等領域。